# إسحاق موسى الحسيني
إسحاق موسى الحسيني (1904 - 17 ديسمبر 1990) أديب، مترجم، معلّم وأكاديمي فلسطيني مقدسيّ، شغل عضوية مجمع اللغة العربية بالقاهرة، المجمع العلمي العراقي ومجمع البحوث الإسلامية التابع للأزهر. اشتهر بروايته مذكرات دجاجة.

## سيرته
ولد في القدس لأسرة الحسيني عام 1904 ودرس في المدرسة الرشيدية لينتقل منها إلى الكلية الصلاحية فمدرسة الفرير وثم إلى الكلية الإنجليزية حيث تخرج منها حاصلاً على شهادة الثانوية. عام 1923 رحل إلى القاهرة حيث التحق بالجامعة الأمريكية بالقاهرة وتخرج منها عام 1925 بدبلوم في الصحافة فعاد إلى القدس وعمل مدرساً في المدرسة الرشيدية و‌الكلية العربية لمدة عامين لكنه ما لبث أن عاد إلى القاهرة والتحق بكلية الآداب في الجامعة الأمريكية وحصل على ليسانس الآداب عام 1929. أثناء إقامته في القاهرة تعرف على عدد من أعلام الفكر مثل طه حسين، منصور فهمي وعلي عبد الرازق وأعجب بحزب الأحرار الدستوريين.
بعد تخرجه، إلتحق بمعهد الدراسات الشرقية التابع لجامعة لندن وعاد إلى القدس عام 1934 بعد أن حصل على دبلوم مقارنة اللغات السامية ودكتوراه عن أطروحة كتبها عن ابن قتيبة تحت إشراف المستشرق هاميلنون جب. علم بداية لفترة وجيزة في المدرسة الرشيدية ثم انتقل إلى الكلية العربية حيث عمل لمدة إثني عشر عاماً حتى عيّن عام 1946 مفتشاً أعلى للغة العربية وبقي في هذا المنصب حتى عام 1948.
بعد النكبة، غادر إلى بيروت وعمل أستاذاً في الجامعة الأمريكية في بيروت حتى عام 1955 حين استقر في القاهرة وعمل أستاذاً في الجامعة الأمريكية بالقاهرة بالإضافة إلى تدريسه في معهد البحوث والدراسات العربية التابع لجامعة الدول العربية.
اختير عام 1961 عضواً في مجمع اللغة العربية بالقاهرة والمجمع العلمي العراقي في بغداد. وفي عام 1963 عضواً في مجمع البحوث الإسلامية التابع للأزهر. وعاش في القاهرة حتى عام 1973 حين قرر العودة إلى القدس وعاش فيها حتى وفاته في أواخر عام 1990.

## مؤلفاته

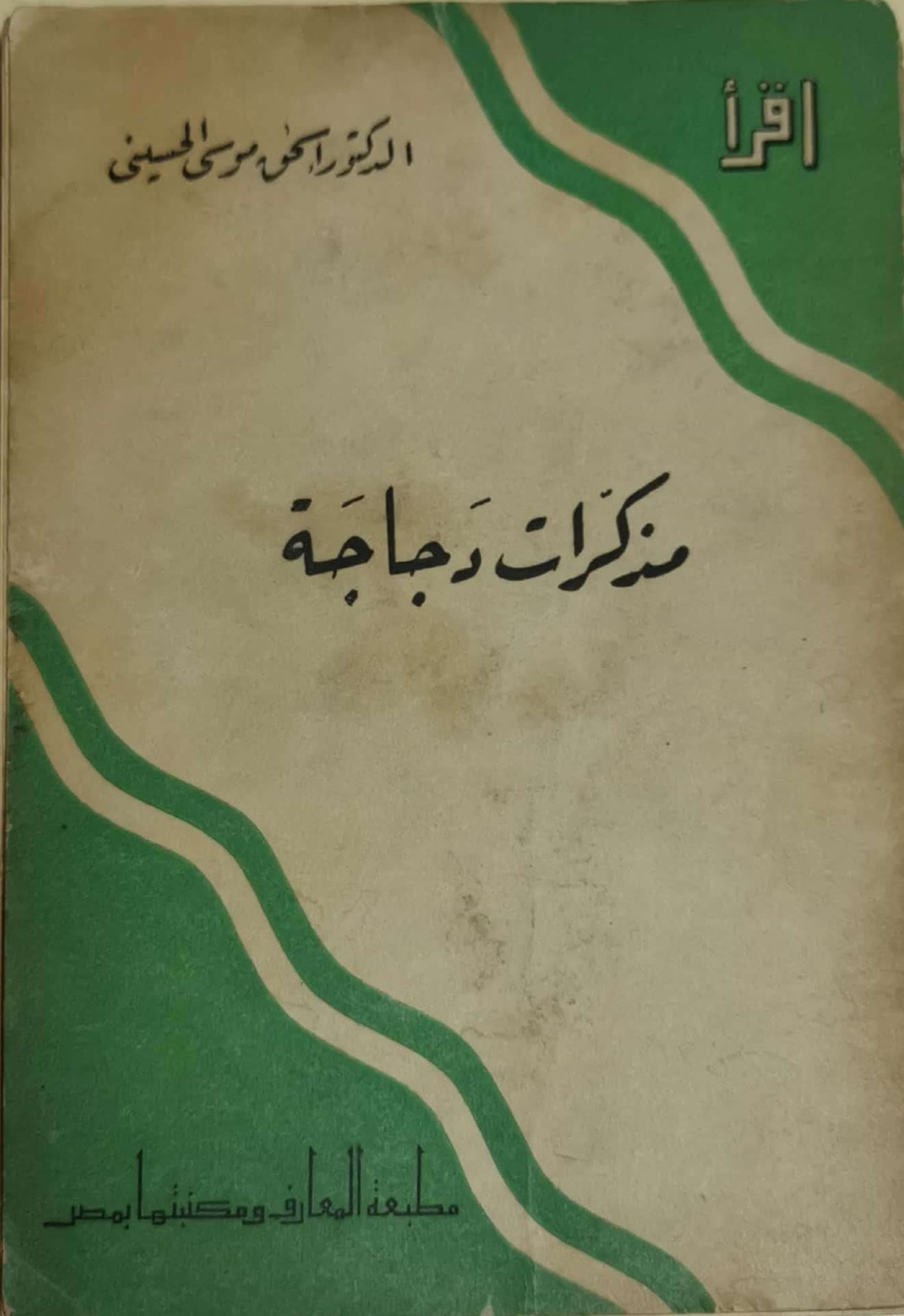
غلاف الطبعة الأولى من كتاب مذكرات دجاجة، قدمها له طه حسين.

صدر له حوالي ثلاث وعشرون كتاباً ما بين تأليف وترجمة وتحقيق، في مواضيع متعددة، له بعض الكتب في تدريس اللغة العربية ومؤلفات عن الاستشراق والإسلام والقومية العربية والقدس بالإضافة إلى روايته مذكرات دجاجة  ودراسة رائدة حول حركة الإخوان المسلمين بعنوان «الإخوان المسلمون كبرى الحركات الإسلامية الحديثة».
- رأي في تدريس اللغة العربية، القدس 1937.
- علماء المشرقيات في إنجلترا، القدس 1940.
- مذكرات دجاجة صدرت عن دار المعارف، بالقاهرة سنة 1942.[7]
- العروض السهل (جزآن)، بالاشتراك مع فايز الغول، القدس 1945.
- عودة السفينة، مكتبة فلسطين العلمية، القدس 1945.
- فن إنشاد الشعر العربي (عن الفرنسية)، بالاشتراك مع اسطفان يوسف سالم، مطبعة الفرنسيسكان، القدس، 1945.
- أساليب تدريس اللغة العربية - القدس 1947.
- هل الأدباء بشر، دار العلم للملايين، بيروت، 1950.
- ابن قتيبة (رسالة الدكتوراة بالإنجليزية)، القدس، 1950. وترجمت إلى العربية.
- النقد الأدبي المعاصر في الربع الأول من القرن العشرين- بيروت 1950.
- الإخوان المسلمون كبرى الحركات الإسلامية الحديثة - بيروت 1952.
- أزمة الفكر العربي- بيروت 1954.
- المدخل إلى الأدب العربي المعاصر معهد الدراسات العربية- القاهرة 1963.
- الأدب والقومية العربية- القاهرة 1967.
- عروبة بيت المقدس في الإسلام -القاهرة- 1967.
- عروبة بيت المقدس بيروت، 1969.
- المدخل لدراسة الأدب العربي المعاصر - القاهرة 1964.
- أبحاث في ماضي المسلمين وحاضرهم - القاهرة 1966.
- قضايا عربية معاصرة- بيروت 1978، فهارس الأنس الجليل- القدس 1987.
- أديب العربية محمد إسعاف النشاشيبي، دار الطفل العربي، القدس 1987.
- خليل السكاكيني الأديب المجدد، مركز الأبحاث الإسلامية، القدس 1989.
- وردان الوفي (مشترك)، للأطفال، دار الأندلس، القدس، ؟194 .
- أحمد المدلل، حكاية للأطفال، مكتبة الأندلس، القدس.

## وصلات خارجية
- إسحاق موسى الحسيني على موقع أرشيف الشارخ.
- إسحاق موسى الحسيني.. الحكمة بلسان دجاجة: (في ذكرى وفاته: 29 من جمادى الأولى 1411هـ)، إسلام أون لاين، 17 يونيو 2007م